# Caisse d'épargne de la poste (Vienne)
La Caisse d'épargne de la poste (Postsparkasse en allemand) est un édifice de style Art nouveau caractéristique de la Sécession viennoise (Sezessionsstil ou Wiener Secession) édifié par l'architecte Otto Wagner à Vienne en Autriche.

## Localisation
La Caisse d'épargne de la poste se dresse au n°2 de la Georg Coch-Platz, dans le quadrant est du centre-ville de Vienne.

## Architecture

Caisse d'épargne de la poste (Vienne)
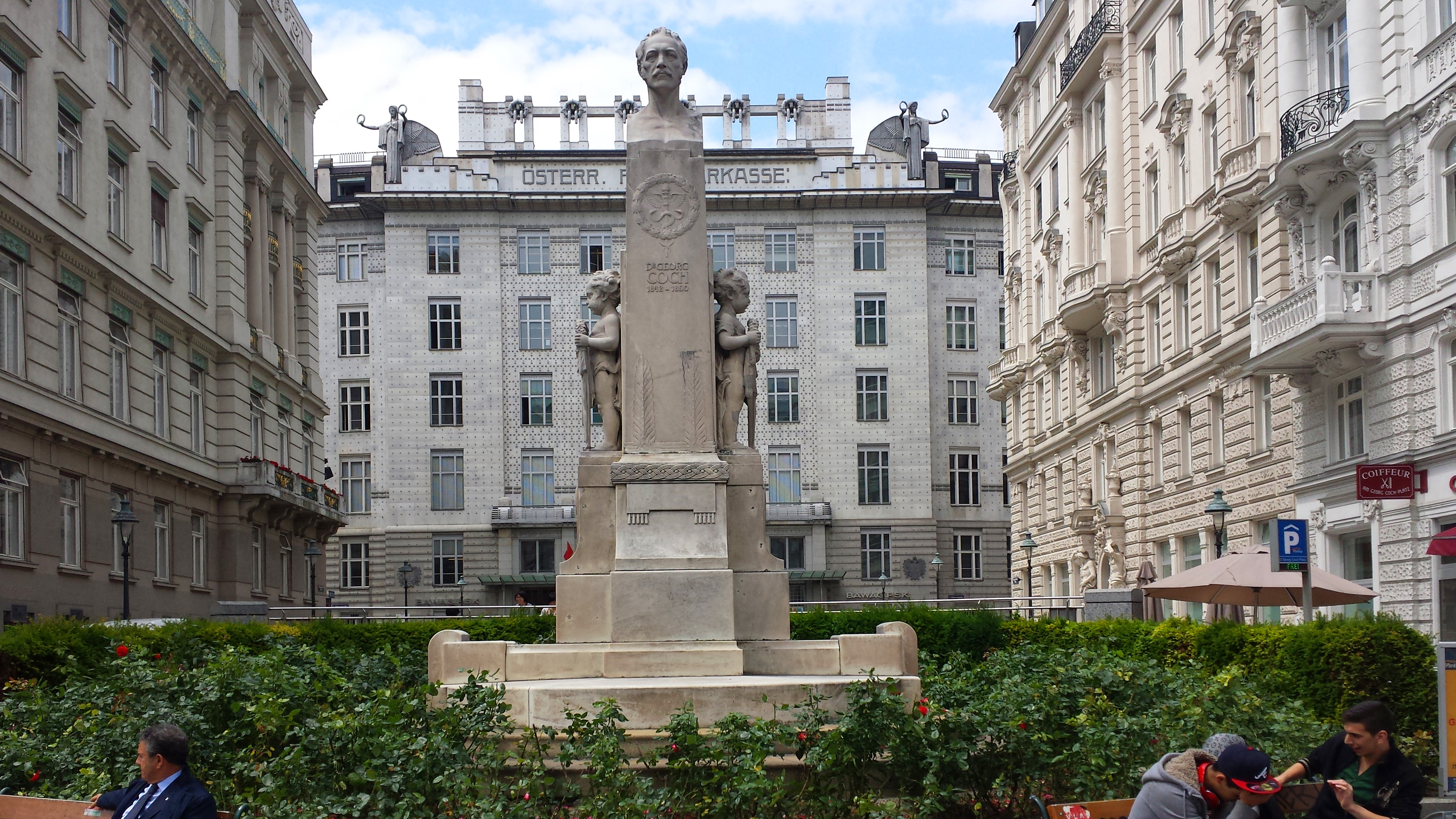
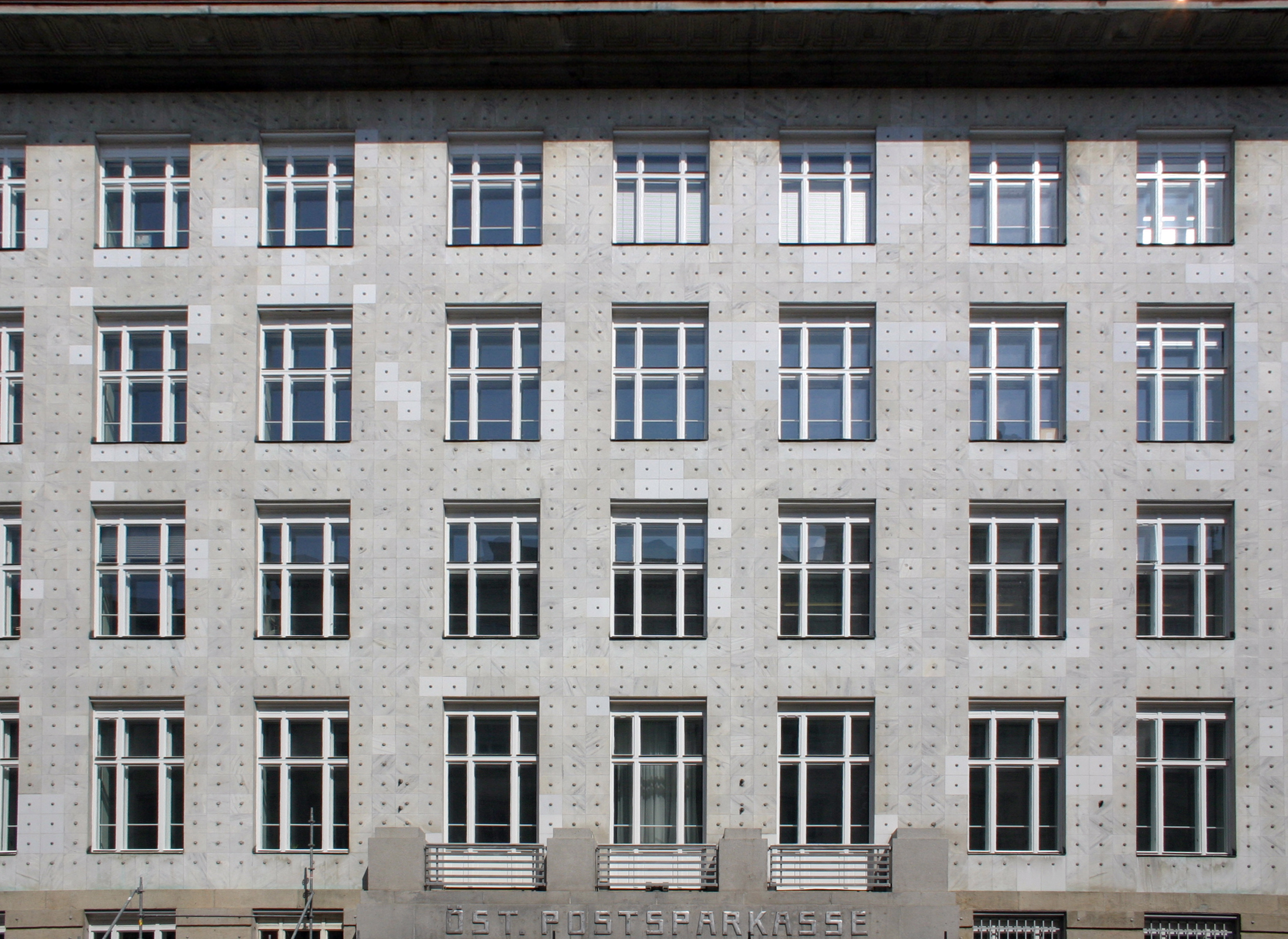
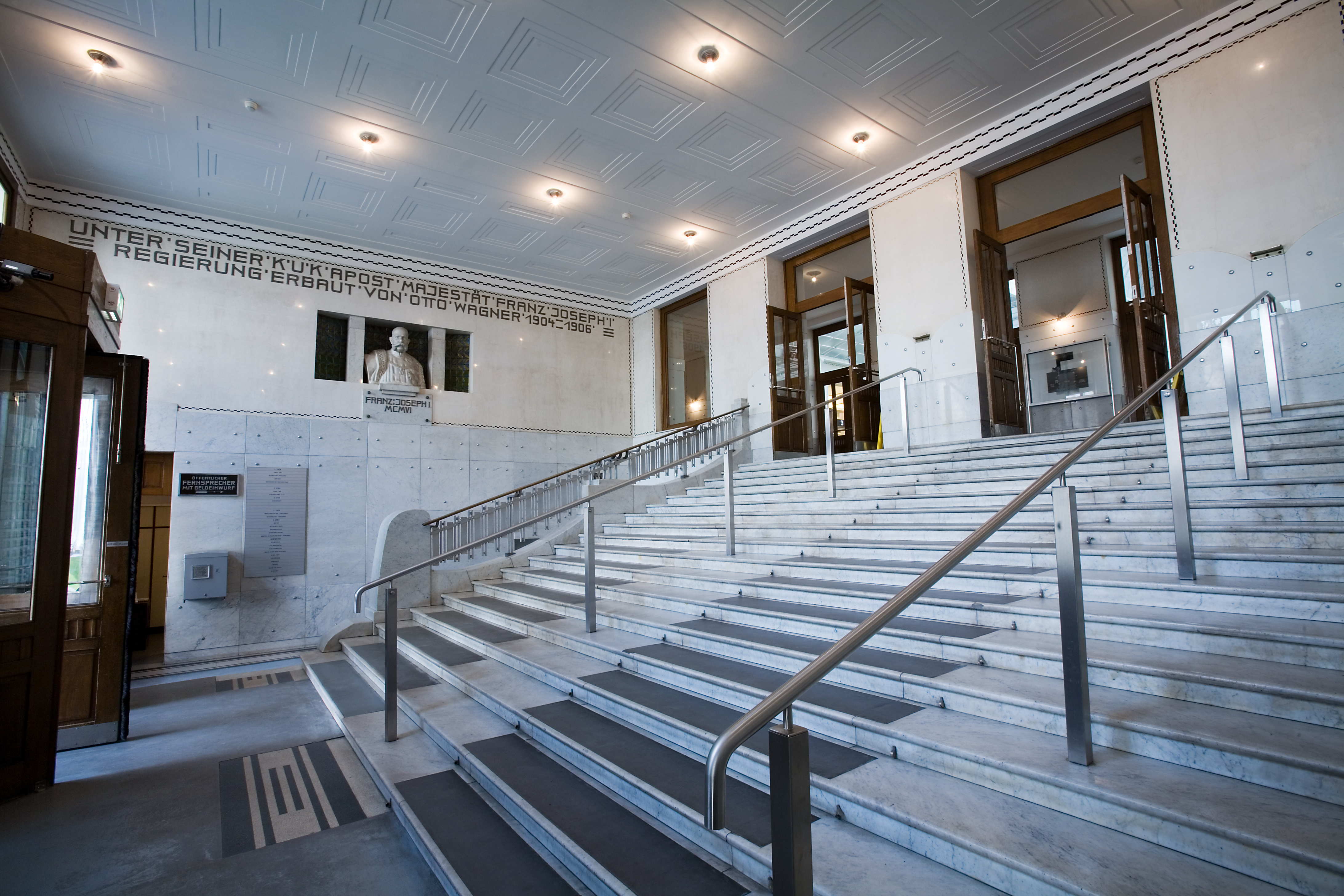
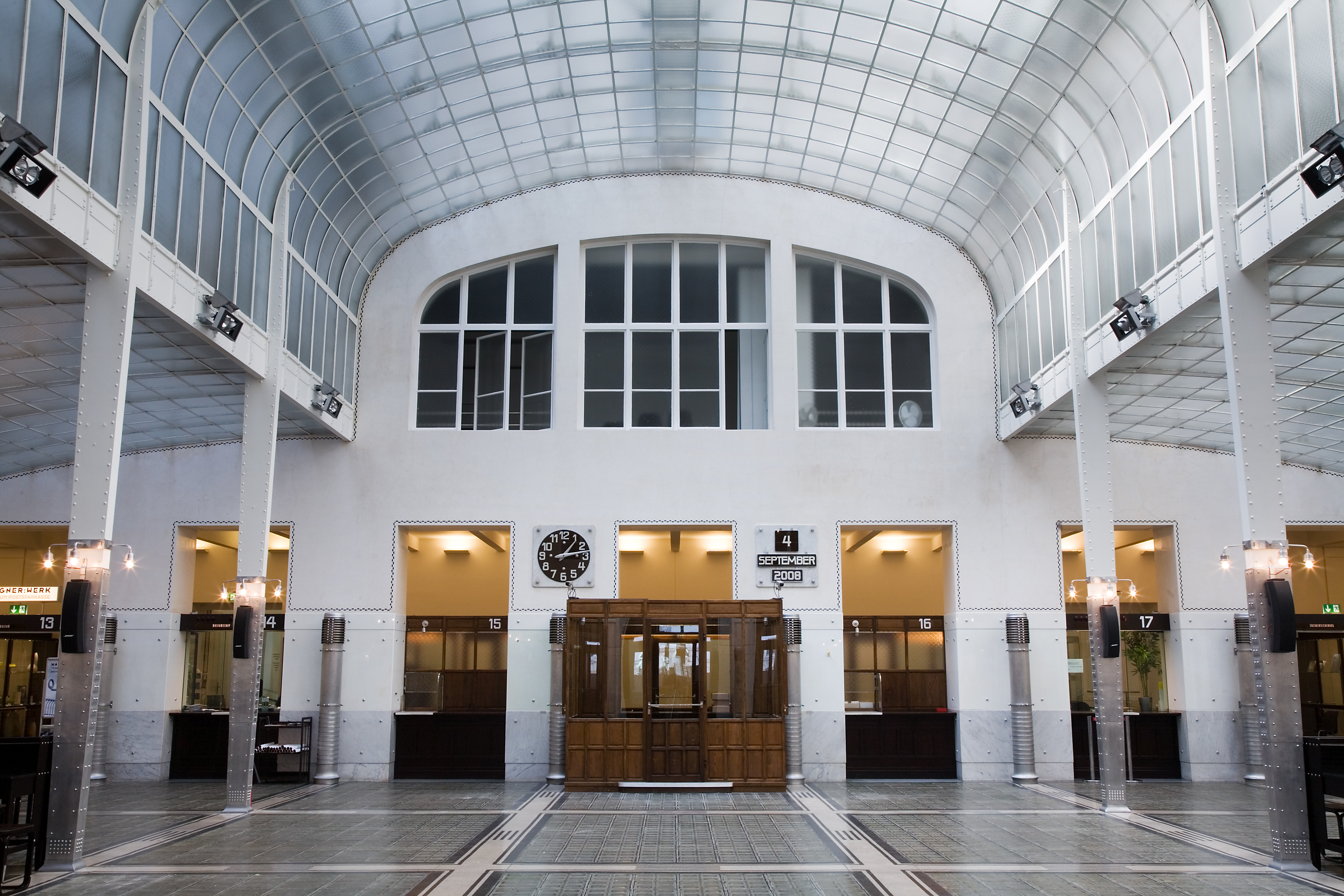
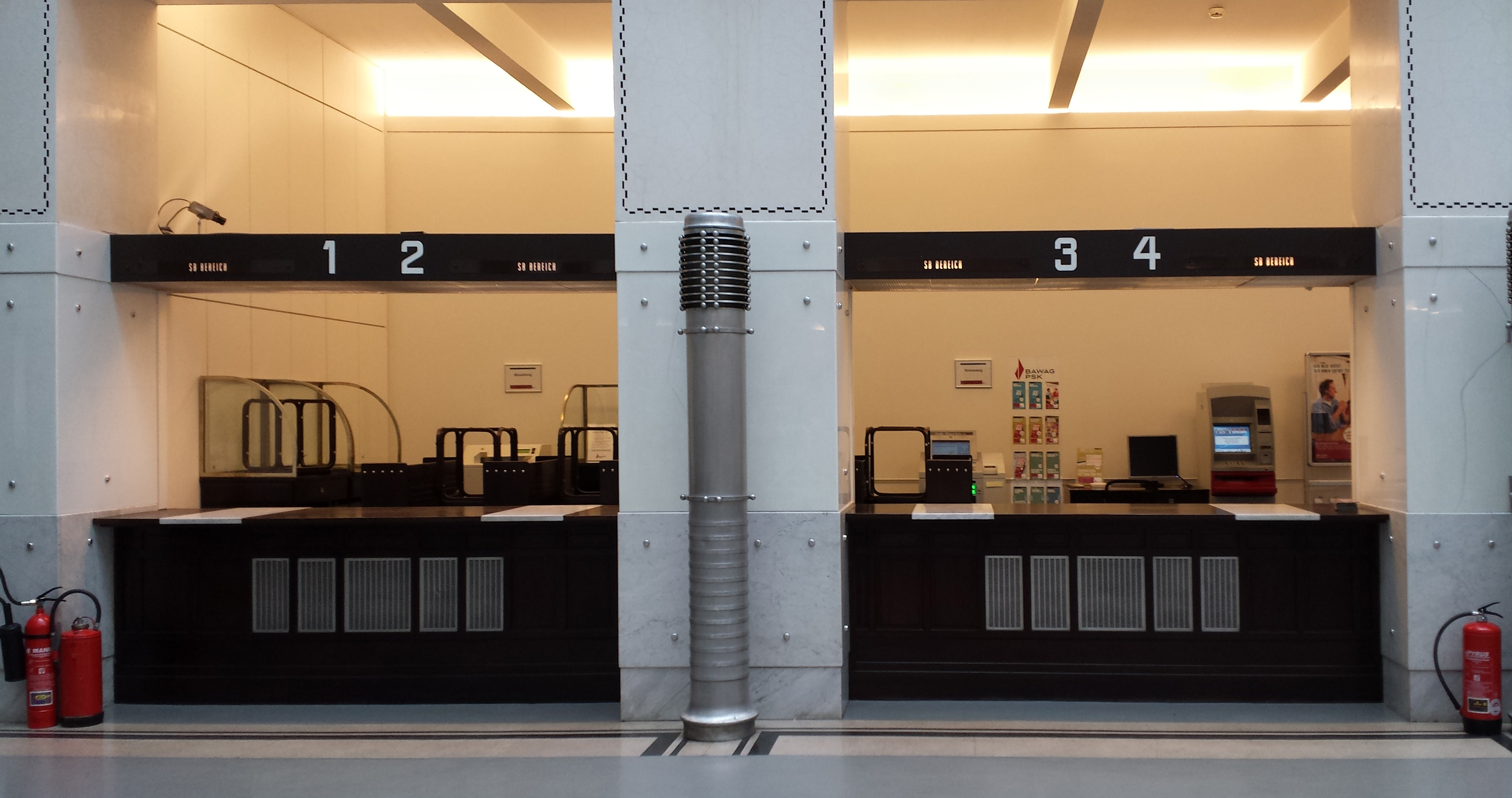
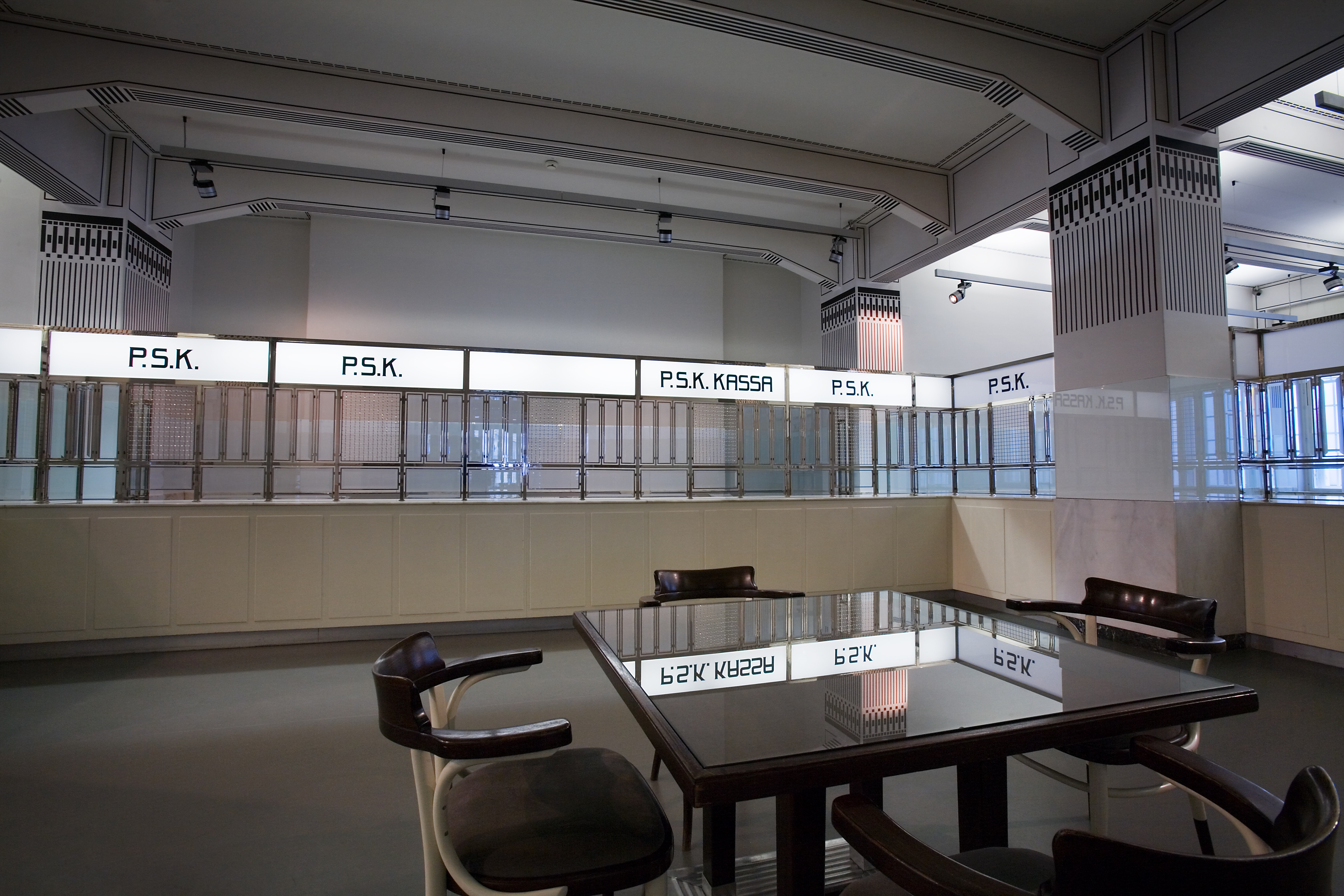
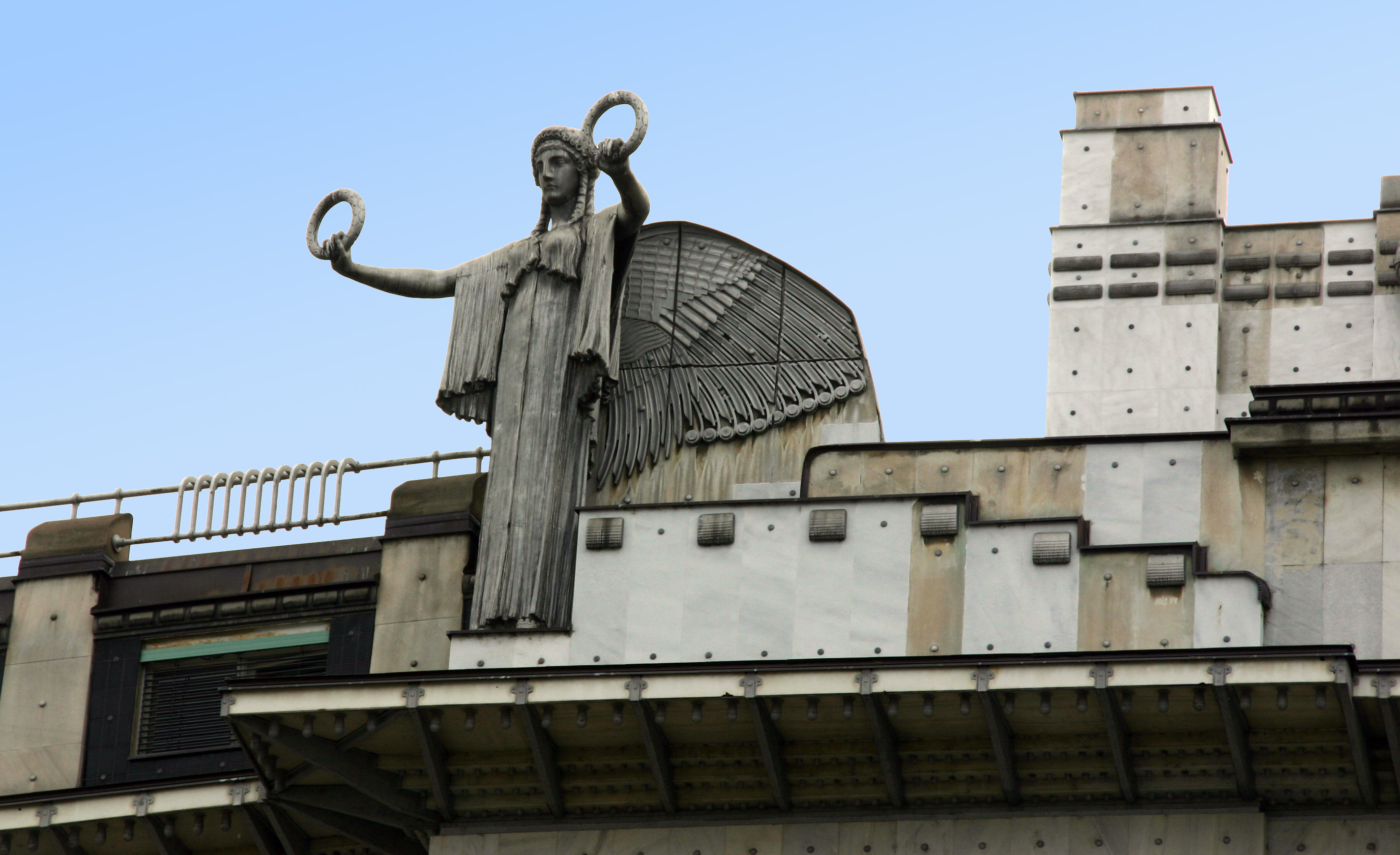